# Centralisation de trésorerie
 (février 2012).
Si vous disposez d'ouvrages ou d'articles de référence ou si vous connaissez des sites web de qualité traitant du thème abordé ici, merci de compléter l'article en donnant les références utiles à sa vérifiabilité et en les liant à la section « Notes et références ».
La centralisation de trésorerie (en anglais cash pooling)  est l'équilibrage automatisé des soldes des comptes d'une entreprise permettant de concentrer les flux des comptes bancaires des filiales sur un compte centralisateur appartenant à la société mère.